# Damián Lanza
Damián Lanza (Cuenca, 10 april 1982) is een Ecuadoraanse profvoetballer.

## Clubcarrière
Lanza is een doelman, die half Argentijns, half Ecuadoraans is. In het begin van zijn carrière probeerde hij door te breken in de Argentijnse competitie, maar toen dat niet lukte keerde hij terug naar zijn geboorteland om te gaan spelen voor Deportivo Cuenca en later SD Aucas. Aan het eind van 2006 vertrok Lanza naar Europa om in de Italiaanse Serie B te gaan voetballen bij AC Arezzo. Nadien speelde Lanza in de Serie A, bij Genoa CFC.

## Interlandcarrière
Op 13 juli 2004 mocht Lanza voor het eerst aantreden in het nationale team in een wedstrijd tegen Mexico. Hij werd geselecteerd voor het WK voetbal 2006 in Duitsland, maar kwam op dit toernooi niet in actie. Hij speelde in totaal vijf interlands.
| Interlands van Damián Lanza voor Ecuador | Interlands van Damián Lanza voor Ecuador | Interlands van Damián Lanza voor Ecuador | Interlands van Damián Lanza voor Ecuador | Interlands van Damián Lanza voor Ecuador | Interlands van Damián Lanza voor Ecuador |
| №                                        | Datum                                    | Wedstrijd                                | Uitslag                                  | Competitie                               | Goals                                    |
| ---------------------------------------- | ---------------------------------------- | ---------------------------------------- | ---------------------------------------- | ---------------------------------------- | ---------------------------------------- |
| 1                                        | 13 juli 2004                             | Mexico – Ecuador                         | 2 – 1                                    | Copa América                             | 0                                        |
| 2                                        | 22 oktober 2004                          | Nigeria – Ecuador                        | 2 – 2                                    | LG Cup                                   | 0                                        |
| 3                                        | 27 oktober 2004                          | Mexico – Ecuador                         | 2 – 1                                    | Vriendschappelijk                        | 0                                        |
| 4                                        | 29 januari 2005                          | Ecuador – Panama                         | 2 – 0                                    | Vriendschappelijk                        | 0                                        |
| 5                                        | 13 november 2005                         | Polen – Ecuador                          | 3 – 0                                    | Vriendschappelijk                        | 0                                        |

## Erelijst
Deportivo Cuenca
- Campeonato Ecuatoriano

2004
 Barcelona SC
- Campeonato Ecuatoriano

2012, 2016